# Chioneosoma subporosum
Chioneosoma subporosum är en skalbaggsart som beskrevs av Edmund Reitter 1902. Chioneosoma subporosum ingår i släktet Chioneosoma och familjen Melolonthidae. Inga underarter finns listade i Catalogue of Life.